# Rachid Benharoun
Rachid Benharoun (en arabe : رشيد بن هارون) est un footballeur algérien né le 14 janvier 1990 à Tlemcen. Il évolue au poste d'arrière gauche au RCB Oued Rhiou, club de troisième division.

## Biographie
Il évolue en première division algérienne avec les clubs, du RC Relizane, du WA Tlemcen, de l'USM Bel Abbès et enfin du CRB Aïn Fakroun. Il dispute 30 matchs en Ligue 1.